# قسم استر أباد الريفي (مقاطعة علي أباد)
قسم استر أباد الریفي (بالفارسية: دهستان استرآباد) هي قسم تقع في إيران في ناحية كمالان. يقدر عدد سكانها بـ 9,320 نسمة .